# Fragments Of A Mind
Fragments Of A Mind je česká videohra z roku 2022. Stojí za ní české studio LoneWolf Games a vyšla 25. března 2022. Jedná se o akční adventuru.

## Vývoj
Za hrou stojí vývojář Peter Kováč, který na ní pracoval začátkem roku 2021. Ve vývoji strávila 15 měsíců a vyšla 25. března 2022.

## Hratelnost
Hráč se ujímá Cassandry, která je uvězněna ve svých nočních můrách a nyní musí dát do hromady střípky své vlastní mysli. Každá úroveň představuje jiný sen. Cílem je dostat se na konec úrovně, přičemž musí řešit různé logické hádanky a dávat si pozor na nepřátele. K tomu může využít různých schopností jež má Cassandra k dispozici a jež si může hráč postupně vylepšovat.